# Osttimoresisch-südsudanesische Beziehungen
Die Osttimoresisch-südsudanesischen Beziehungen beschreiben das zwischenstaatliche Verhältnis zwischen Osttimor und dem Südsudan. 

## Geschichte

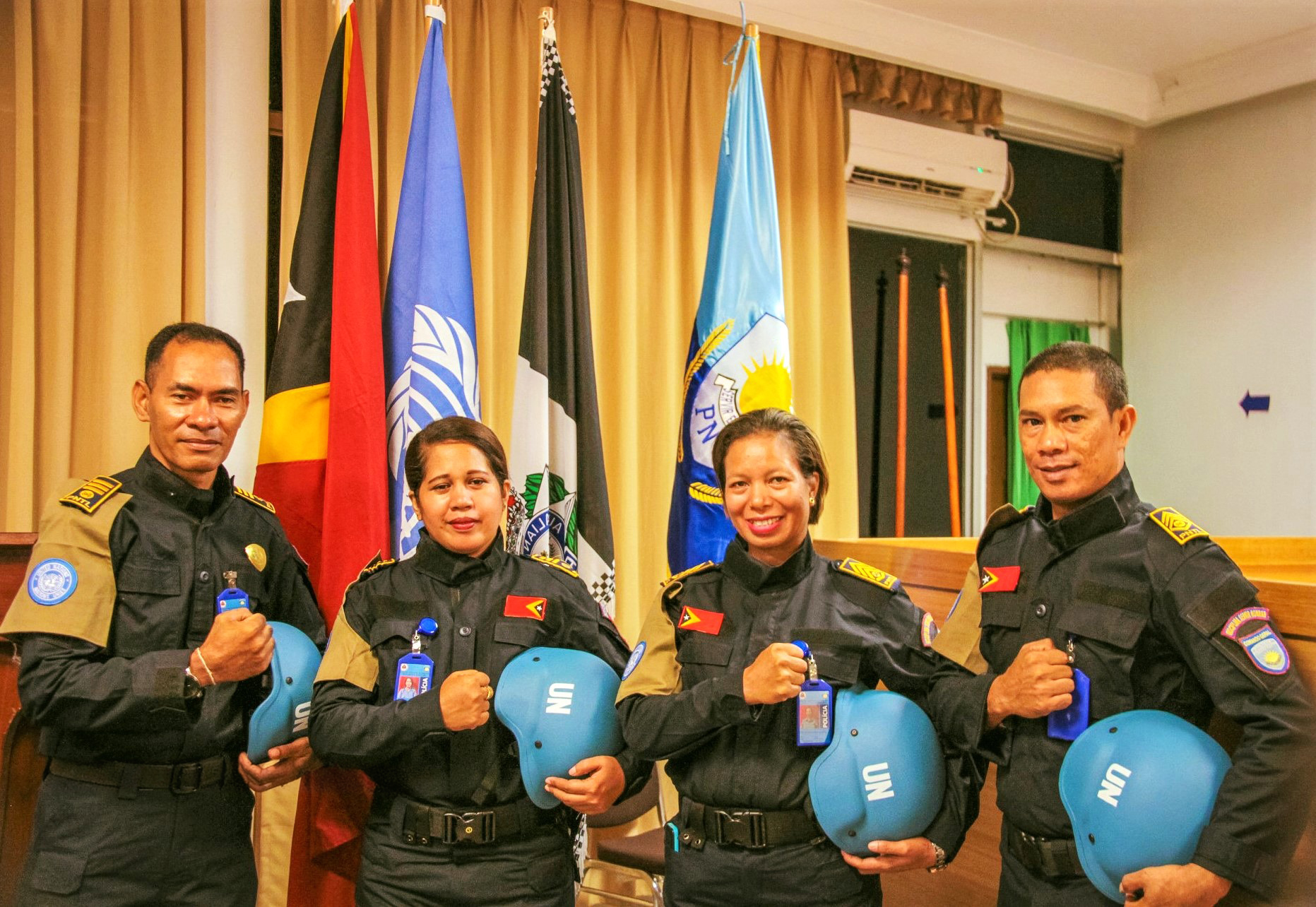
Mitglieder der Nationalpolizei Osttimors für die UNMISS

Osttimor und der Südsudan nahmen am 13. Oktober 2011 diplomatische Beziehungen auf. Der Südsudan ist ebenfalls Mitglied der g7+-Staaten, bei denen Osttimor eine führende Rolle spielt. Beide Staaten gehören zur Gruppe der 77.
Beide Staaten wurden mit Hilfe der Vereinten Nationen im 21. Jahrhundert in die Unabhängigkeit geführt. Während der Südsudan jedoch in einen jahrelangen Bürgerkrieg versank, entsendet Osttimor inzwischen selbst Personal für UN-Friedenstruppen, so auch in den Südsudan zur UNMISS.

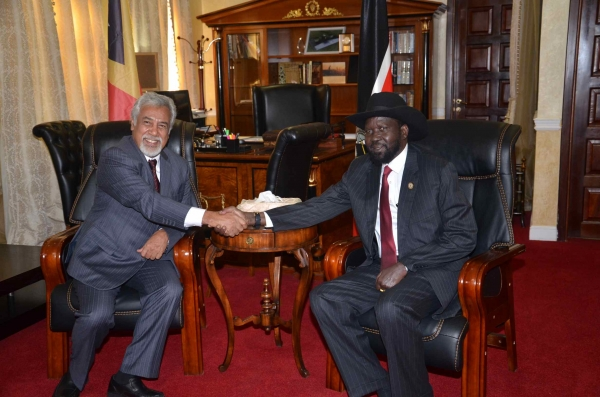
Xanana Gusmão und Salva Kiir Mayardit (2012)

Im Oktober 2011 und Dezember 2013 besuchte Osttimors Premierminister Xanana Gusmão mit einer Delegation den Südsudan.

## Diplomatie
Die beiden Staaten verfügen über keine diplomatische Vertretungen im jeweils anderen Land.

## Wirtschaft
Für 2018 gibt das Statistische Amt Osttimors keine Handelsbeziehungen zwischen Osttimor und Südsudan an.